# Биткау
Биткау (нем. Bittkau) — деревня в Германии, в земле Саксония-Анхальт. Входит в состав города Тангерхютте района Штендаль. Расположена на левом берегу реки Эльбы. Население составляет 734 человека (на 31 декабря 2006 года). Занимает площадь 11,06 км².
Впервые упоминается в 1130 году как Битуй. Около 1200 была построена церковь.
Ранее Биткау имел статус общины (коммуны). 31 мая 2010 года Биткау вошёл в состав города Тангерхютте. Последним бургомистром общины был Клаус Шпёттер.